# لنژکور-ل-کولتر
لنژکور-ل-کولتر (به فرانسوی: Longecourt-lès-Culêtre) یک کمون در فرانسه با جمعیت ۴۹ نفر است که در Canton of Arnay-le-Duc واقع شده‌است.